# Svatyně Kasuga
Svatyně Kasuga (japonsky: 春日大社, Kasuga taiša) je šintoistická svatyně ve městě Nara v prefektuře Nara, Japonsko. Byla založena v roce 768 jako svatyně rodu Fudžiwara.
Pro svatyni je charakteristická architektura s množstvím luceren rozvěšeným podél cest a na svatyni samotné. Lucerny se rozsvěcují na začátku února v den svátku mantóró. Podle svatyně Kasuga (Kasuga taiša) byl pojmenován architektonický styl Kasuga zukuri (春日造).
V roce 1998 byla svatyně Kasuga, spolu s několika dalšími památkami v Naře, zapsána na Seznam světového dědictví UNESCO pod společným označením Památky na starobylou Naru.
V Japonsku existuje množství dalších míst, která také nesou jméno Kasuga.

## Fotogalerie

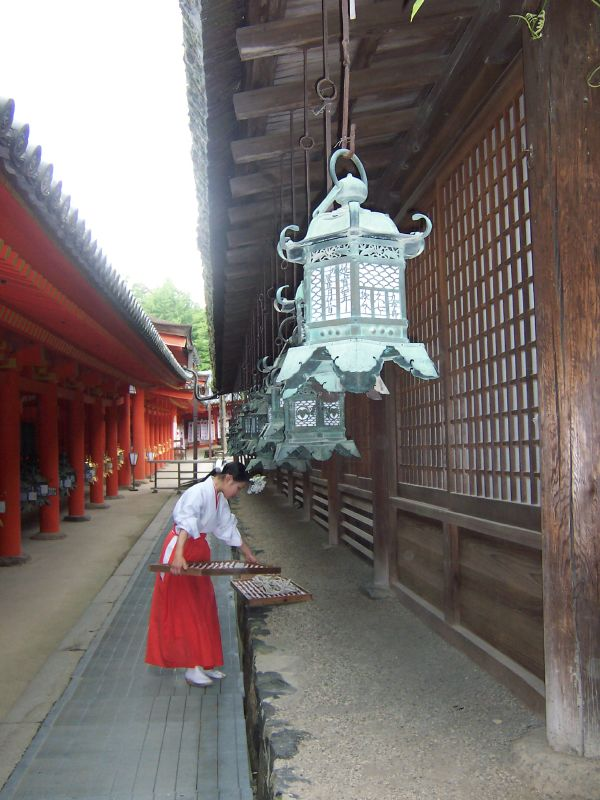
Miko ve svatyni Kasuga
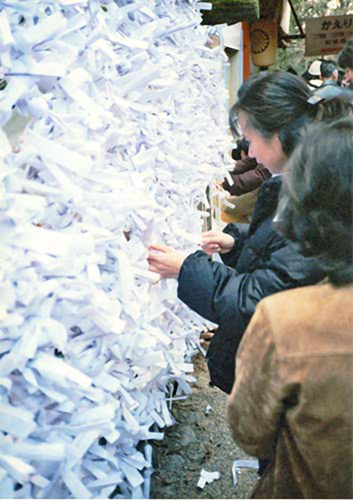
Svatyně Kasuga
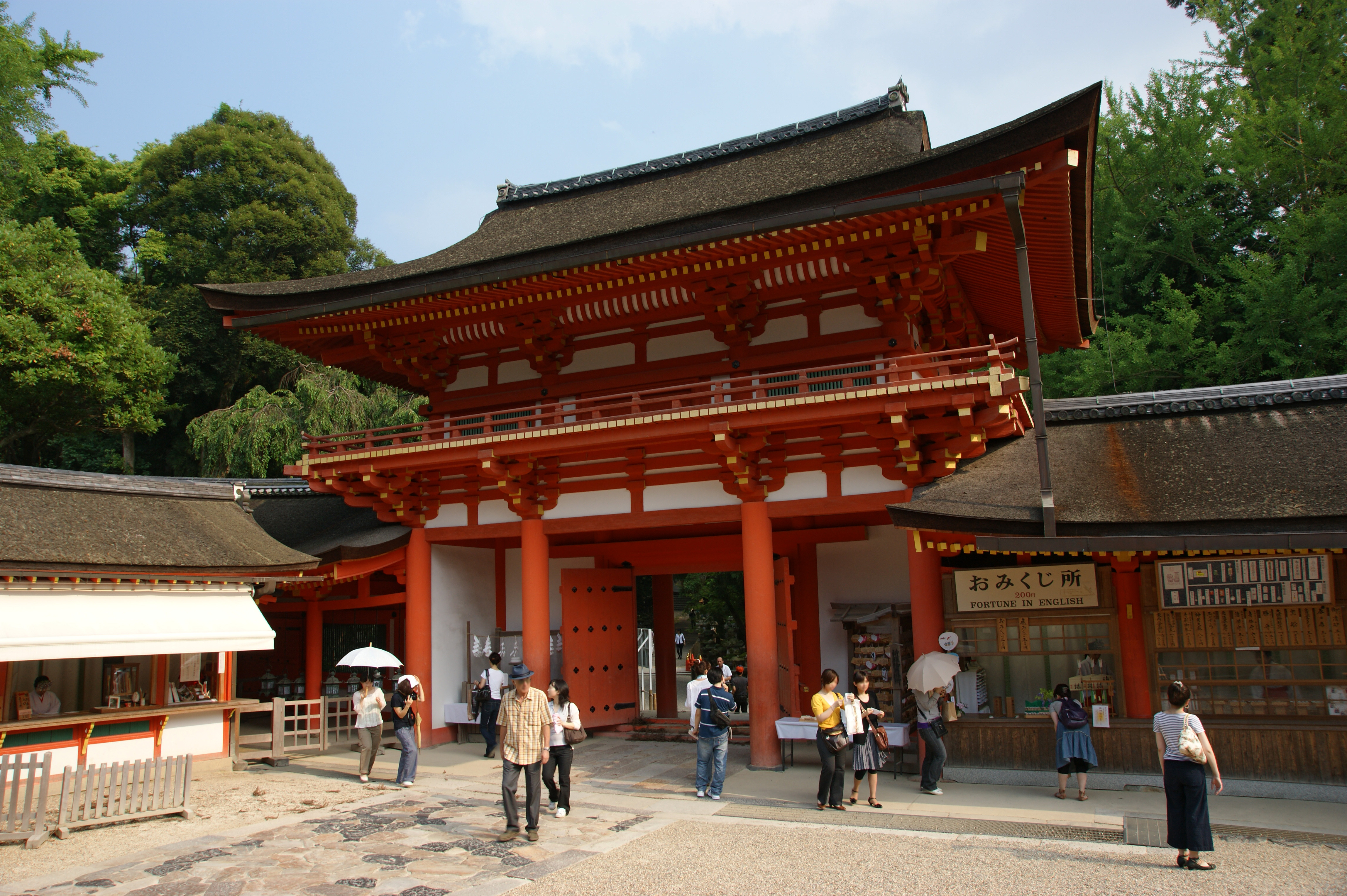
Minamimon
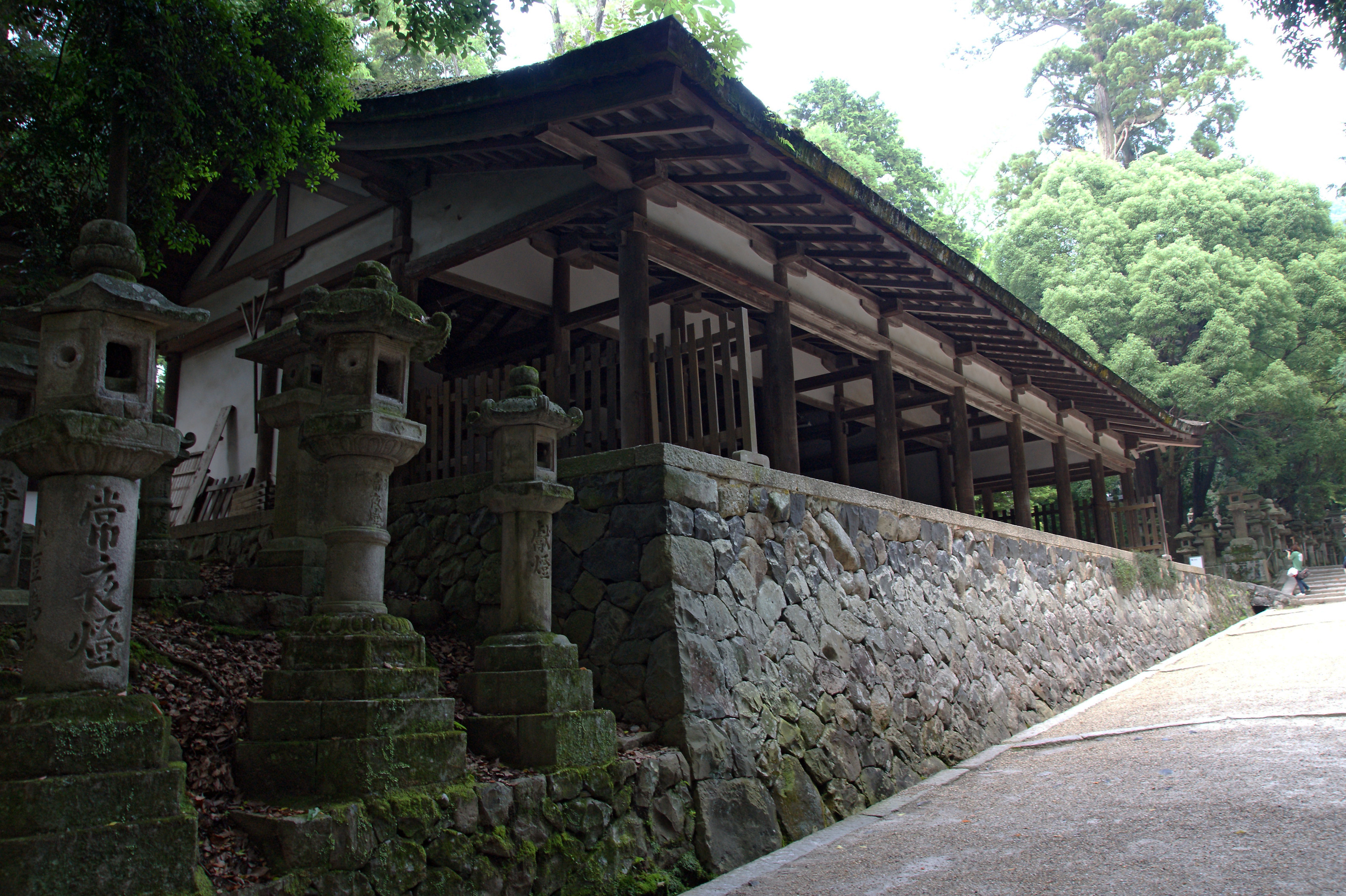
Čakutóden